# Уитмер, Лайтнер
Ла́йтнер Уи́тмер (англ. Lightner Witmer, 28 июня 1867, Филадельфия — 19 июля 1956, Брин-Мар) — американский психолог. Ввёл в обращение термин клиническая психология, основоположник клинической психологии как самостоятельной дисциплины. Л. Уитмер является одним из основателей Американской психологической ассоциации.

## Биография
В 1907 году Уитмер организовал и возглавил журнал, названный «Психологическая клиника» (Psychological Clinic). В том же году начал выходить и «Журнал аномальной психологии» (Journal of Abnormal Psychology), так что прикладные психологи имели два журнала для обмена идеями и данными исследований.
К 1915 году при американских университетах было учреждено около 20 психологических клиник. Некоторые из них оказывали также консультативную помощь студентам университетов, но основной упор делался на работу с детьми.

## Научная деятельность
В 1896 году организовал первую психологическую клинику при Пенсильванском университете для обследования детей. Основание этой первой клиники психологической помощи означало сочетание академического и прикладного подходов, что и является характерной чертой клинической психологии.

## Труды
- The Association Value of Three-Place Consonant Syllables. Journal of Genetic Psychology 47 (1935): 337-360.
- Are We Educating the Rising Generation?” Education Review. 37 (1909): 456-467.
- Children with mental Defects Distinguished from Mentally Defective Children.” Psychological Clinic. 7 (1913): 173-181.
- Clinical Psychology.” Psychological Clinic. 1 (1907): 1-9.
- Courses in Psychology for Normal Schools. Education Review 13 (1897): 45-57, 146-162.
- The Exceptional Child and the Training of Teachers for Exceptional Children. School & Society. 2 (1915): 217-229.
- Experimental Psychology and the Psych-physical Laboratory. University Extension (1894): 230-238.
- Intelligence—A Definition.” Psychological Clinic. 14 (1922): 65-67.
- Performance and Success: An Outline of Psychology for Diagnostic Testing and Teaching. Psychological Clinic 12 (1919): 145-170.
- The Problem of Educability. Psychological Clinic 12 (1919): 174-178.
- The raining of Very Bright Children. Psychological Clinic 13 (1919): 88-96.
- What Is Intelligence, and Who Has It? Scientific Monthly 15 (1922): 57-67.